# 2012년 유엔 기후 변화 회의
2012년 유엔 기후 변화 회의(2012 United Nations Climate Change Conference)는 카타르 도하 카타르 국립 컨벤션 센터에서 2012년 11월 26일부터 12월 8일까지 개최된 회의이다. 기후 변화에 관한 유엔 기본 협약의 18차 회의(COP 18)와 교토 의정서 제8차 회의를 겸해 열렸다.

## 같이 보기
- 2013년 유엔 기후 변화 회의
- 녹색기후기금
- 기후변화에 관한 유엔 기본 협약
- 오존층 보호에 관한 빈 협약
- IPCC 제4차 평가 보고서